# Saad bin Ladin
Sa'ad bin Osama bin Muhammad bin 'Awad bin Laden (tiếng Ả Rập: سعد بن أسامة بن محمد بن عوض بن لادن; sinh 1979, đoán đã chết vào tháng 7 năm 2009) thường được biết là Saad bin Ladin, con trai thứ ba, một trong những con trai của nhân vật lãnh đạo Osama bin Laden, tiếp tục hướng đi của cha mình bằng cách chiếm một vị thế trong Al Qaeda.
Vào đầu năm 2009, cựu Giám đốc Tình báo Quốc gia John Michael McConnell nói rằng Saad bin Ladin đã trốn, hoặc được thả, khỏi Iran và rất có thể đã ở Pakistan. Cũng trong tháng Giêng, 2009, vào những ngày cuối của chính phủ George W. Bush, Bộ Tài chánh Hoa Kỳ phong tỏa tài sản của Saad bin Ladin và ba thành viên khác trong tổ chức al-Qaeda.
Saad từng ở trong một nhóm nhỏ của al-Qaeda có nhiệm vụ điều hành tổ chức này từ Iran, nơi anh ta bị chính phủ Iran bắt năm 2003. Cũng có tin nói rằng Saad giúp phối hợp liên lạc giữa nhân vật đứng hàng thứ nhì của al-Qaeda, Ayman al-Zawahiri, và lực lượng Quds, một đơn vị ưu tú của Vệ binh Cách mạng Hồi giáo Iran, tiếp theo cuộc tấn công của al-Qaeda vào Tòa Đại sứ Hoa Kỳ ở Yemen năm 2008. Saad hoạt động tích cực trong tổ chức al-Qaeda nhưng không là một nhân vật quan trọng, Saad chỉ ở lầm chỗ, lầm thời gian, và chính cá nhân không bị truy lùng.
Ngày 22 tháng 7 năm 2009, Hệ thống Truyền thanh Quốc gia đưa tin Saad có thể đã thiệt mạng trong một cuộc tấn công bằng hỏa tiễn của Hoa Kỳ tại Pakistan. Cuộc tấn công bằng hỏa tiễn Hellfire do phi cơ không người lái loại Predator bắn đi, theo nguồn tin đăng tải trên trang web của Hệ thống Truyền thanh Quốc gia. Hoa Kỳ trong thời gian giữa năm 2009 đã gia tăng các cuộc tấn công bằng hỏa tiễn vào những nơi tình nghi al-Qaeda và Taliban đặt căn cứ trên lãnh thổ Pakistan. Quân đội Hoa Kỳ và Cơ quan Tình báo Trung ương là hai lực lượng duy nhất có phi cơ không người lái trong vùng này.
Giới tình báo Hoa Kỳ coi như chắc chắn từ "80 đến 85 phần trăm" rằng Saad đã chết, một viên chức cao cấp chống khủng bố cho Hệ thống Truyền thanh Quốc gia biết, trong khi cũng công nhận rằng khó mà có thể hoàn toàn chắc chắn vì không có xác để thử DNA. Các viên chức ở Cơ quan Tình báo Trung ương và Bộ Chỉ huy Trung bộ Hoa Kỳ vốn chịu trách nhiệm hoạt động của quân đội Hoa Kỳ ở vùng Sừng phi Châu, Trung Đông và Trung Á, cho phái viên AFP biết rằng họ không thể xác nhận nguồn tin.
Ngày 24 tháng 7 năm 2009 tờ The Hindu báo cáo rằng người phát ngôn viên Taliban ở Islamabad xác nhận Saad bin Ladin chưa chết, hoặc bị thương, trong vụ bắn hỏa tiễn. Theo tờ The Hindu vài người quan biết đã thấy Saad vài ngày trước khi thông tin về cái chết bắt đầu truyền bá.